# Ursel Fuchs
Ursel Fuchs (geborene Ursel Hilde Julie Karla Mehmel; * 14. März 1937 in Hannover; † 23. August 2022 in Düsseldorf) war eine deutsche Redakteurin, Journalistin und Sachbuch-Autorin insbesondere zur Gentechnik. Sie lebte und arbeitete zuletzt in Düsseldorf.

## Leben
Ursel Fuchs wuchs unter ihrem Geburtsnamen in der Geibelstraße in der Südstadt von Hannover auf. Sie war Einzelkind, früh Halbwaise und beschrieb sich als „Omakind mit berufstätiger Mutter“. Über ihre Jugend und die Ereignisse in ihrer damaligen Umgebung schrieb sie später in ihrer in der Anne-Frank-Shoah-Bibliothek erschienenen Schrift in der Reihe zur Erinnerungskultur unter dem Titel Trümmer, Trauer, Traumata. Erinnerungen aus einer Kindheit in Hannover im Zweiten Weltkrieg.
In der Nachkriegszeit legte Fuchs 1956 ihr Abitur an der Wilhelm-Raabe-Schule ab. In den Jahren 1957 bis 1958 durchlief sie eine Ausbildung zur Dolmetscherin und Fremdsprachenkorrespondentin. 1958 wurde sie beim Burgdorfer Kreisblatt tätig. 1961 bis 1965 arbeitete sie als Redakteurin beim Iserlohner Kreisanzeiger, 1965 bei den Düsseldorfer Nachrichten.
1966 heiratete sie den Sachbuchautoren und Verleger Richard Fuchs (* 18. April 1937 in Siegen; † 18. Januar 2019 in Düsseldorf), mit dem sie zwei Kinder und fünf Enkel bekam.
Ab 1981 engagierte sich Ursel Fuchs aktiv in der Friedensbewegung. Ab 1983 wirkte sie auch beim Hörfunk des Westdeutschen Rundfunks (WDR).
Ab Ende der 1980er Jahre schrieb und referierte sie in Buch- und Zeitschriftenveröffentlichungen, Vorträgen und Interviews schwerpunktmäßig über Gentechnologie und Medizintechnik.
Fuchs verstarb am 23. August 2022 im Alter von 85 Jahren in Düsseldorf.

## Schriften (Auswahl)
- Der Mensch als Schöpfer? Gentechnik, die grosse Versuchung, Gott spielen zu wollen. Eine Analyse der Wissenschaftsjournalistin Ursel Fuchs. Dokumente und Kommentare zur aktuellen Diskussion um die Bioethik-Konvention des Europarates (= Idea-Dokumentation, 1996, 14), Hrsg.: Idea e.V., Evangelische Nachrichtenagentur, Idea, Wetzlar 1996
- Gentechnik. Der Griff nach dem Erbgut. Eine kritische Bestandsaufnahme (= Bastei-Lübbe-Taschenbuch Bd. 60425. Sachbuch), Lübbe, Bergisch Gladbach 1996, ISBN 978-3-404-60425-8 und ISBN 3-404-60425-3; Inhaltsadresse
- Die Genomfalle. Die Versprechungen der Gentechnik, ihre Nebenwirkungen und Folgen, Patmos-Verlag, Düsseldorf 2000, ISBN 978-3-491-72435-8 und ISBN 3-491-72435-X
  - mit Zeittafel zur Humangenetik und Reproduktionsmedizin, vollständig überarbeitete und aktualisierte Taschenbuchausgabe (= Heyne / 19 / Heyne-Sachbuch, Bd. 835), München: Heyne, ISBN 978-3-453-86129-9; Inhaltsverzeichnis
- Leben mit wachen Sinnen. Damit uns nicht Hören und Sehen vergeht, Patmos-Verlag, Düsseldorf 2001, ISBN 978-3-491-72450-1 und ISBN 3-491-72450-3
- Ursel Fuchs, Richard Fuchs: Vitaminbomben. Nahrungsergänzung Functional Food. Versprechungen – Risiken – Nebenwirkungen, 1. Auflage, emu-Verlag, Lahnstein 2006, ISBN 978-3-89189-153-7 und ISBN 3-89189-153-9; Inhaltsverzeichnis und Inhaltstext
- Gewissensfrage Sterbehilfe. Die Kontroverse um den selbstbestimmten Tod, Kreuz, Stuttgart 2009, ISBN 978-3-7831-3194-9 und ISBN 978-3-89555-912-9; Inhaltsverzeichnis
- Trümmer, Trauer, Traumata. Erinnerungen aus einer Kindheit in Hannover im Zweiten Weltkrieg (= Schriften zur Erinnerungskultur in Hannover, Bd. 7), Teilband in der Anne-Frank-Shoah-Bibliothek, Hahnsche Buchhandlung und Verlag, [Peine] 2014, ISBN 978-3-7752-6206-4; Inhaltsverzeichnis